# Bugrino (obwód wołogodzki)
Bugrino (ros. Бугрино) – wieś w Rosji, w rejonie wołogodzkim obwodu wołogodzkiego. W 2010 r. liczyła 43 mieszkańców.